# NCSM Royal Mount
Le NCSM Royal Mount est une frégate de classe River qui a servi à la Marine Royale du canada pendant la Seconde Guerre mondiale.
Elle a été utilisée principalement comme escorte de convoi océanique dans la Bataille de l'Atlantique. Elle a été nommée pour le Mont-Royal, Québec, toutefois, en raison de la confusion possible avec le NCSM Montreal, son nom fut inversé.
Royal Mount a été commandé, le 1er février 1943 dans le cadre du programme de construction 1943-1944 de vaisseaux de la classe Rivière. La quille a été posée le 7 janvier 1944, en tant qu'Alvington par la Canadian Vickers Ltd. à Montréal et a été lancé le 15 avril 1944. Son nom a été changé, et elle a été armée comme Royal Mount, le 25 août 1944 à Montréal.

## Historique
Les frégates de la classe Rivière ont été conçus par William Reed Smith Quai de la Compagnie du South Bank-on-Tees. À l'origine appelé « corvette double-vis », son but était d'améliorer les types de navires d'escorte de convoi en service dans la Royal Navy à l'époque, y compris la corvette de classe Fleur. Les premières commandes ont été passées par la Royal Navy dans les années 1940 et les navires ont été nommés avec les rivières du royaume-Uni, donnant le nom à la classe. Au Canada, ils ont été nommés pour les villes, mais ils ont gardé le même nom de classe. Le nom de frégate a été suggéré par le Vice-Amiral Percy Nelles de la Marine Royale Canadienne et a été adopté plus tard dans l'année.
Les améliorations par rapport à la conception de type corvette comprennent l'amélioration de l'hébergement qui était nettement mieux. Les deux moteurs ont augmenté la vitesse de seulement trois nœuds, mais a presque doublé le rayon d'action par rapport à celui d'une corvette 7 200 milles marins (13 334,4 km) à une vitesse de 12 nœuds. Parmi les autres enseignements appliqués à la conception a été un armement mieux conçus pour lutter contre les U-boats, y compris un double canons de 4 pouces à l'avant et de 12 livres à l'arrière. 15 frégates Canadiennes ont d'abord été équipés avec un seul canon de 4 pouces à l'avant, mais à l'exception du HMCS Valleyfield, ils ont tous été finalement mis à niveau pour le double canon. Pour les cibles sous-marines, les frégates de la classe Rivière ont été équipées d'un mortier Hérisson anti-sous-marin et de rails de largage de charges de profondeur à l'arrière et de quatre monté sur le côté des lanceurs.
Les frégates de la classe Rivière ont été les premiers navires de guerre de la Marine Royale Canadienne à être munie du sonar émetteur 147B « Épée horizontal » en addition de l'irrégulier ASDIC. Cela permettait au navire de maintenir le contact avec les cibles, même pendant les tirs, à moins qu'une cible ait été atteinte. Le radar amélioré et l'amélioration de l'équipement permettant de trouver la direction ont permis d'augmenter la capacité de la Marine Royale du Canada à trouver et suivre les sous-marins ennemis par rapport aux classes précédentes.
Le Canada avait ordonné la construction de 33 frégates en octobre 1941. Le design était trop gros pour les chantiers navals sur les Grands Lacs, de sorte que tous les frégates construites au Canada ont été construites dans les chantiers navals de la côte ouest ou le long du Fleuve Saint-Laurent.
Mount Royal a navigué de Halifax jusqu'aux Bermudes en septembre 1944. À son retour, elle est affectée au groupe C-1 de la Force d'Escorte Intra-Océanique comme escorte de convoi trans-Atlantique, rejoignant le groupe en novembre. Elle est restée avec le groupe jusqu'en mai 1945, lorsqu'elle est retournée au Canada pour la dernière fois. Royal Mount a subi un réaménagement du 26 mai au 5 octobre 1945 à Sydney (Nouvelle-Écosse).
Le vaisseau a été désarmé le 17 novembre 1945 et placé en réserve dans le Bassin de Bedford. Elle y restera jusqu'à son achat en 1947, pour la ferraille. Le navire a été démoli à New York en 1948. La cloche du navire se trouve à l'entrée de l'hôtel de ville de Mont-Royal.
Le navire a été commémoré au cours du Centenaire de la Marine Canadienne.